# Ястшембна-Друга
Ястшембна-Друга (пол. Jastrzębna Druga) — село в Польщі, у гміні Штабін Августівського повіту Підляського воєводства.
Населення — 254 особи (2011).
У 1975-1998 роках село належало до Сувальського воєводства.

## Демографія
Демографічна структура станом на 31 березня 2011 року:
|          | Загалом | Допрацездатний вік | Працездатний вік | Постпрацездатний вік |
| -------- | ------- | ------------------ | ---------------- | -------------------- |
| Чоловіки | 133     | 30                 | 84               | 19                   |
| Жінки    | 121     | 28                 | 57               | 36                   |
| Разом    | 254     | 58                 | 141              | 55                   |